# Anomala oxylabis
Anomala oxylabis är en skalbaggsart som beskrevs av Ohaus 1916. Anomala oxylabis ingår i släktet Anomala och familjen Rutelidae. Inga underarter finns listade i Catalogue of Life.